# Petr Janda (fotbalista)
Petr Janda (* 5. ledna 1987, Čáslav) je bývalý český fotbalový záložník, který naposledy působil na profesionální úrovni v tureckém klubu Boluspor v roce 2015. V roce 2011 odehrál 2 zápasy za český národní tým.

## Klubová kariéra
S fotbalem začínal v rodné Čáslavi v tamním klubu FC Zenit, ještě ve čtrnácti letech přestoupil do Slovanu Liberec, ale za dorost hrál už za Slavii Praha. V září 2005 byl poprvé nominován do A-týmu.
V sezonách 2007/08 a 2008/09 získal se Slavií mistrovský titul. Také se představil v Lize mistrů UEFA. Koncem roku 2011 v pražské Slavii skončil a začátkem roku 2012 podepsal smlouvu na tři a půl roku s tureckým Antalyasporem. Kariéra Petra Jandy nabrala ale v Turecku strmý pád, v roce 2013 neodehrál za svůj klub dokonce ani jedno ligové utkání. Na začátku roku 2014 odešel na půlroční hostování do dalšího tureckého klubu Denizlispor. Od srpna do prosince 2015 působil v tureckém mužstvu Boluspor.
V červenci 2016 začal hrát na amatérské úrovni za Sokol Čížovou.

## Reprezentační kariéra
V létě 2007 byl členem české fotbalové reprezentace do 20 let, s níž vybojoval stříbrné medaile na mistrovství světa v Kanadě.
V květnu 2011 byl poprvé nominován do A-týmu české fotbalové reprezentace. Debutoval 4. června 2011 na turnaji Kirin Cup v Japonsku proti Peru (0:0). Poté odehrál ještě 7. června zápas proti domácímu Japonsku a tím je výčet jeho startů v českém národním týmu kompletní.